# ماونت ورنون (ایلینوی)
ماونت ورنون (به انگلیسی: Mount Vernon) (معروف به شاه شهر) یک شهر در ایالات متحده آمریکا است که در ایلینوی واقع شده‌است. ماونت ورنون ۳۸٫۱۳ کیلومتر مربع مساحت و ۱۵٬۲۷۷ نفر جمعیت دارد.